# 片岡京子
片岡 京子（かたおか きょうこ、1971年6月19日 - ）は、日本の女優。東京都出身。最終学歴：青山学院大学中退。ホリプロ所属。
父親は歌舞伎俳優の十五代目片岡仁左衛門。家族は他に母、兄（片岡孝太郎）、姉（片岡サチ）。

## 出演

### 映画
- 夢の女（1993年、松竹） - 二代目楓 役
- 山中常盤 牛若丸と常盤御前 母と子の物語（2004年、自由工房）

### テレビドラマ
- 眠狂四郎円月殺法 第14話 「津軽恨み節孤愁剣-天竜川の巻-」（1983年2月23日、テレビ東京 / 歌舞伎座テレビ） - 村の娘 役
- 源氏物語 下の巻（1992年1月3日、TBS） - 雲居の雁 役
- 水戸黄門 第22部 第24話「助けた娘はお姫様・姫路」（1993年10月25日、TBS / C.A.L） - 雪姫 役
- 渡る世間は鬼ばかり 第2シリーズ 第6話 - 最終回[4]（1993年 - 1994年、TBS） - 本間由紀 役
- ひとり家族 （1994年、TBS）
- NHK大河ドラマ
  - 武蔵 MUSASHI（2003年） - 出雲阿国 役
  - 麒麟がくる（2020年） - 小見の方 役[5]
- おっさんずラブ-in the sky-（2019年11月2日 - 12月21日、テレビ朝日） - 十文字美冴 役[6]
- 刑事7人 Season6 第3話（2020年8月19日、テレビ朝日） ‐ 近藤雅美 役
- インフルエンス 第2話 (2021年3月27日、WOWOW) - 坂崎美和子 役
- 緊急取調室 第4シリーズ 第1話・2話・9話（2021年7月8日、テレビ朝日） - 東逸子 役
- 家政夫のミタゾノ 第5シリーズ 最終話（2022年6月10日、テレビ朝日） - 本仮屋佐和子 役
- ユニコーンに乗って（2022年） - 須崎聖 役
- 暴太郎戦隊ドンブラザーズ 第24話（2022年8月14日、テレビ朝日） - 東智子 役
- キッチン革命（2023年3月、テレビ朝日） - 山本トメ 役
- 転職の魔王様 第5話（2023年8月14日、関西テレビ・フジテレビ） - 戸松みどり 役

### バラエティ
- クイズ脳ベルSHOW(2021年9月23日、BSフジ)
- 秋の超豊作 さんま御殿 メダリスト＆大物2世イライラ美人妻の逆襲 (2021年10月12日、日本テレビ)
- キュレーターズ～My Style × Your Style～(2021年11月、TOKYOFM)

### CM
- 永谷園（2017年3月31日 - ）[3]